# Jean Ambrose
Jean Ambrose (né le 27 septembre 1993 à Sens dans l'Yonne) est un joueur de football international haïtien évoluant au poste de défenseur.

## Biographie

### Carrière en club
Ambrose rejoint le club des Girondins de Bordeaux en 2014 et quitte son club formateur de l'AS Moulins. Il fait ses débuts en Ligue 1 le 13 décembre 2015 contre l'Angers SCO (il entre à la 79e minute à la place de Nicolas Maurice-Belay).
La saison suivante à l'été 2016, il rejoint le CS Sedan Ardennes qui évolue alors en Championnat National. Il est cependant rapidement écarté du groupe pour des raisons disciplinaires.
Le 6 décembre 2016, Ambrose part pour la Bulgarie et le club du Lokomotiv Gorna Oryahovitsa,. Il quitte cependant le club sans autorisation avant la fin de la saison. Le club demande alors des poursuites judiciaires à la FIFA.

### Carrière en sélection
En mars 2017, Ambrose est appelé dans une liste de 30 joueurs en équipe d'Haïti par Jean-Claude Josaphat, sélectionneur par intérim.
Il fait ses débuts en sélection le 10 octobre 2017 lors d'un match nul 3-3 contre le Japon, lors d'un match de la Coupe Kirin.